# Daniel Ženatý
Daniel Ženatý (* 12. prosince 1954 Moravský Krumlov) je český protestantský teolog a bývalý synodní senior Českobratrské církve evangelické.

## Životopis
Je synem faráře Emila Ženatého. Na kazatele byl ordinován 16. prosince 1979. V té době (již od 1. listopadu toho roku) působil coby seniorátní vikář ve Východomoravském seniorátu této církve se sídlem ve Vsetíně. Od 24. března 1980 se stal vikářem a po ordinaci (od 1. ledna 1986) farářem sboru ve Valašském Meziříčí. Během této služby absolvoval (od 1. dubna 1980 do 18. listopadu 1981) prezenční vojenskou službu. Od poloviny srpna 1990 působil ve sboru v Novém Městě na Moravě a to až do poloviny letních prázdnin roku 2005, kdy se stal farářem pardubického sboru své církve. Od 22. ledna 1997 působil do roku 2003 ve funkci prvního náměstka synodního seniora, tedy nejvyššího ordinovaného představitele své církve, jímž byl Pavel Smetana. Ve stejné funkci byl též od roku 2009, kdy byl nejvyšším představitelem Joel Ruml. Během prvního zasedání 34. synodu Českobratrské církve evangelické byl 15. května 2015 zvolen do funkce synodního seniora své církve s funkčním obdobím od listopadu 2015. Poté svou funkci již neobhajoval a 22. listopadu 2021 jej vystřídal nově zvolený synodní senior Pavel Pokorný. Působil rovněž ve funkci prvního místopředsedy Ekumenické rady církví, poté, co její předseda Daniel Fajfr rezignoval, se stal od 1. července 2017 předsedou. V listopadu 2021 jej ve funkci předsedy ERC vystřídal Tomáš Tyrlík, biskup SCEAV .
Ženatý sedm let pracoval také jako kaplan pardubické věznice. Pro Český rozhlas Pardubice připravuje ranní nedělní zamyšlení nazvané „Myšlenka pro každého“, které vyšly i knižně.
Na přelomu let 1990 a 1991 ukrýval zběha sovětské armády Alexeje Kuzevanova (* 1971), který se poté stal českým občanem a přijal příjmení Ženatý.
Je ženatý, má čtyři děti. Jeho manželka Daniela Ženatá mnoho let působila jako šéfredaktorka časopisu Český bratr.

## Dílo
- Kázání na hoře (Boží milost pro všední den)
- Přeji pěkný den! Přemítání do éteru
- Nejsme na útěku